# باركسفيل (كولومبيا البريطانية)
باركسفيل (بالإنجليزية: Parksville)‏ هي مدينة كندية تقع في مقاطعة كولومبيا البريطانية. تبلغ مساحة هذه المدينة 14.6038 (كم²)، ويبلغ عدد سكانها 10993 نسمة حسب إحصاء سنة 2006 م، بينما كان يسكنها 10323 نسمة في سنة 2001 م. تحتل هذه المدينة المرتبة رقم 343 بين مدن كندا حسب عدد السكان والمرتبة رقم 50 في المقاطعة. نما عدد السكان في هذه المدينة بنسبة (6.5) بين العامين المذكورين.

## أعلام
- تيم فريك
- جاستن سورنسن

## وصلات خارجية
- الأطلس الحكومي لكندا
- إحصاءات كندا مع ساعة تعداد السكان